# Theophil von Hompesch

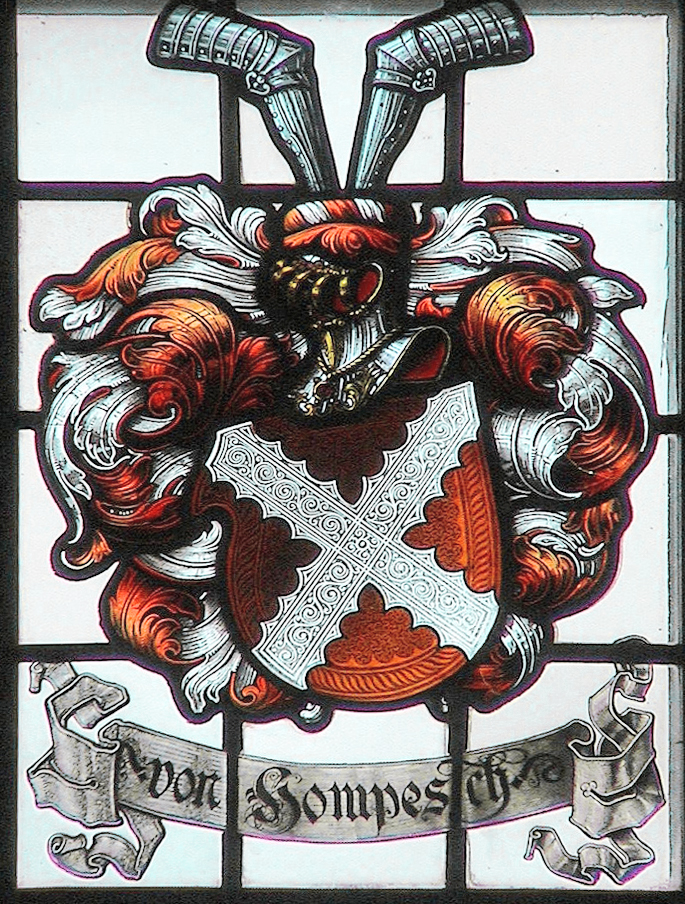
Wappen derer von Hompesch

Graf Theophil von Hompesch, Théophile Antoine Guillaume de Hompesch, (* 11. März 1800 in Schloss Rurich bei Jülich; † 31. März 1853 in Clichy) war ein Angehöriger des deutschstämmigen Adelsgeschlechts Hompesch und belgischer Unternehmer.
Er war der mittlere der fünf Söhne des Grafen Johann Baptist Ludwig von Hompesch auf Rurich (1759–1833) und dessen Ehefrau Theresia Angelika von Arschot-Schoonhoven. Der Sohn seines älteren Bruders, des Grafen Hermann Philipp von Hompesch-Rurich, war der preußische Politiker Alfred Polycarp von Hompesch.
Seit 8. Januar 1828 war er vermählt mit Baronin Johanne (Jeannette) von Overschie-Wisbeck (* 21. Februar 1807).
Parallel zu seinem Werben für den Bau eines Nicaragua-Kanals versuchte er ab 1842 als Vizepräsident der Compagnie Belge de Colonisation zusammen mit dem belgischen Politiker Félix de Mérode eine belgische Kolonie in Guatemala zu gründen. Dabei verlor er sein Vermögen und starb schließlich im Schuldgefängnis.